# Gare de Schirmeck - La Broque
La gare de Schirmeck - La Broque est une gare ferroviaire française de la ligne de Strasbourg-Ville à Saint-Dié, située sur le territoire de la commune de Schirmeck, à proximité de La Broque, dans la collectivité européenne d'Alsace, en région Grand Est.
C'est une gare de la Société nationale des chemins de fer français (SNCF), du réseau TER Grand Est, desservie par des trains express régionaux.

## Situation ferroviaire
Établie à 316 mètres d'altitude, la gare de Schirmeck - La Broque est située au point kilométrique (PK) 42,425 de la ligne de Strasbourg-Ville à Saint-Dié, entre les gares de Russ - Hersbach et de Rothau.

## Histoire
La gare de Schirmeck - La Broque est ouverte le 15 octobre 1877 par la Direction générale impériale des chemins de fer d'Alsace-Lorraine (EL) en même temps que la section de ligne de Mutzig à Rothau.
Le 19 juin 1919, la gare entre dans le réseau de l'Administration des chemins de fer d'Alsace et de Lorraine (AL), à la suite de la victoire française lors de la Première Guerre mondiale. Puis, le 1er janvier 1938, cette administration d'État forme avec les autres grandes compagnies la SNCF, qui devient concessionnaire des installations ferroviaires de Schirmeck - La Broque. Cependant, après l'annexion allemande de l'Alsace-Lorraine, c'est la Deutsche Reichsbahn qui gère la gare pendant la Seconde Guerre mondiale, du 1er juillet 1940 jusqu'à la Libération (en 1944 – 1945).
Schirmeck comportait également un dépôt-relais secondaire.
En 2014, c'est une gare voyageurs d'intérêt régional (catégorie B : la fréquentation est supérieure ou égale à 100 000 voyageurs par an de 2010 à 2011), qui dispose de deux quais, trois abris et une traversée de voie à niveau par le public (TVP). La même année, la SNCF estime la fréquentation de la gare à 317 549 voyageurs.

## Fréquentation
De 2015 à 2024, selon les estimations de la SNCF, la fréquentation annuelle de la gare s'élève aux nombres indiqués dans le tableau ci-dessous.
| Année                      | 2015    | 2016    | 2017    | 2018    | 2019    | 2020    | 2021    | 2022    | 2023    | 2024    |
| -------------------------- | ------- | ------- | ------- | ------- | ------- | ------- | ------- | ------- | ------- | ------- |
| Voyageurs                  | 321 455 | 315 384 | 316 987 | 293 816 | 298 030 | 269 442 | 304 365 | 355 544 | 348 289 | 337 869 |
| Voyageurs et non voyageurs | 401 819 | 394 230 | 396 234 | 367 270 | 372 537 | 336 803 | 380 456 | 444 430 | 435 361 | 422 337 |

## Service des voyageurs

### Accueil
Gare SNCF, elle dispose d'un bâtiment voyageurs, avec guichet, ouvert tous les jours. Elle est équipée d'automates pour l'achat de titres de transport TER. Des aménagements, équipements et services sont à la disposition des personnes à mobilité réduite.

### Desserte
Schirmeck - La Broque est une gare voyageurs du réseau TER Grand Est, desservie par des trains express régionaux de la relation : Strasbourg-Ville - Saales - Saint-Dié-des-Vosges (ligne 08).

### Intermodalité
Un parc pour les vélos et un parking pour les véhicules y sont aménagés.
La gare est desservie par des autocars à tarification TER sur la relation : Saint-Dié (ou Rothau) - Molsheim.

## Service du fret
Cette gare est ouverte au service du fret pour les trains entiers.
Le document de référence du réseau (DRR) pour l'horaire de service 2019 indique que la cour marchandises de Schirmeck est « immédiatement accessible ». Ce même document précise que la gare dessert une installation terminale embranchée (ITE).

## Patrimoine ferroviaire
Correspondant à un plan type standard de la Direction des chemins de fer d'Alsace-Lorraine, le bâtiment voyageurs (BV) construit en 1877 possède une façade en pierre de taille et se compose de trois parties : une halle à marchandises, un corps central à étage de trois travées sous un toit à deux croupes avec, côté rue, une tour d'horloge surnommée « donjon » et côté quais une extension plus récente servant de bureau. Sur la droite se trouve une aile basse de quatre travées dont le toit se termine par une croupe et une annexe séparée réalisée avec les mêmes blocs de grès que le bâtiment principal. Une seconde halle aux marchandises, longue d'une soixantaine de mètres, a été érigée plus à droite[Quand ?] ; elle est partiellement reconvertie en habitations.

Galerie de photographies
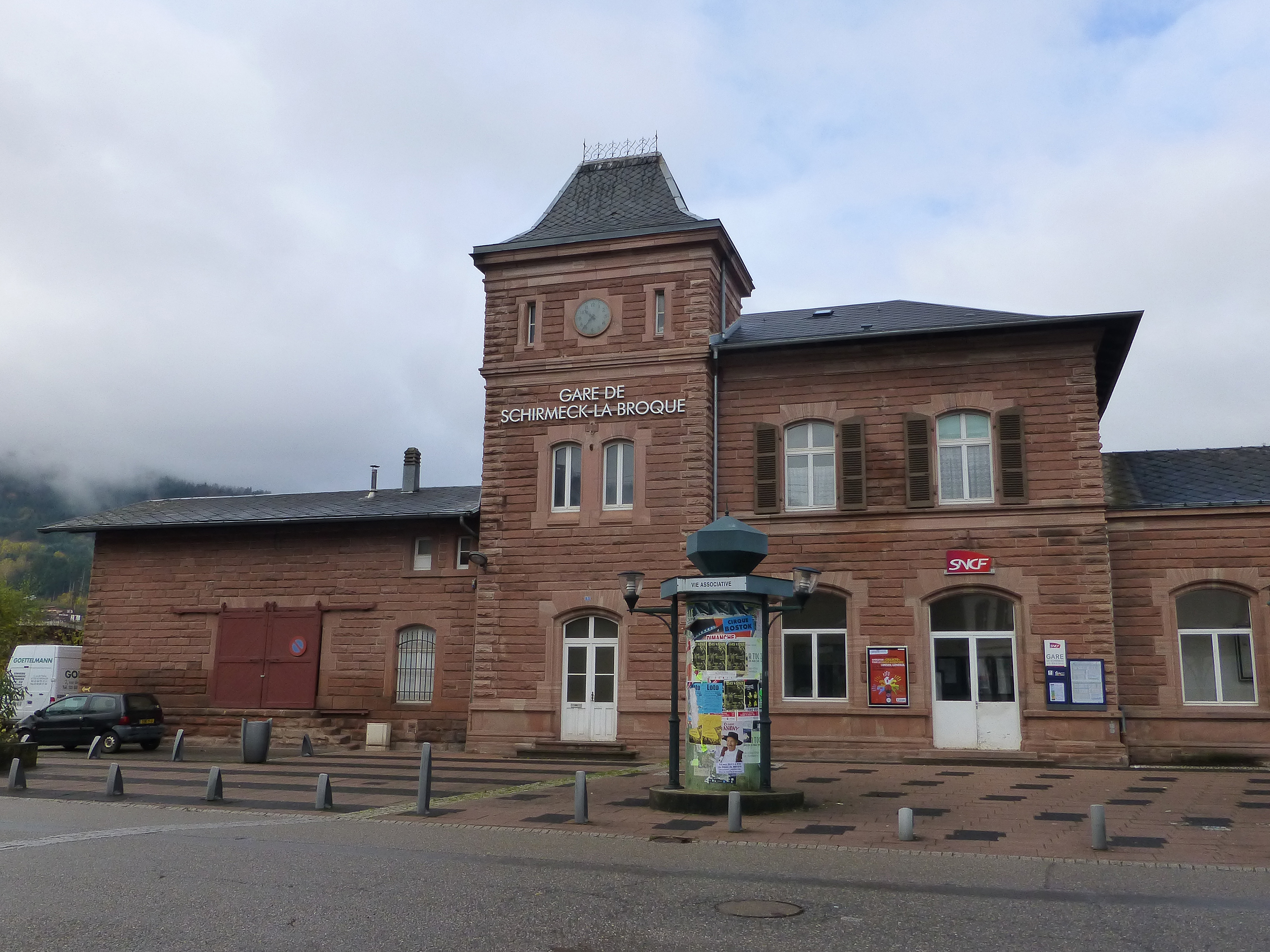
Bâtiment côté cour.
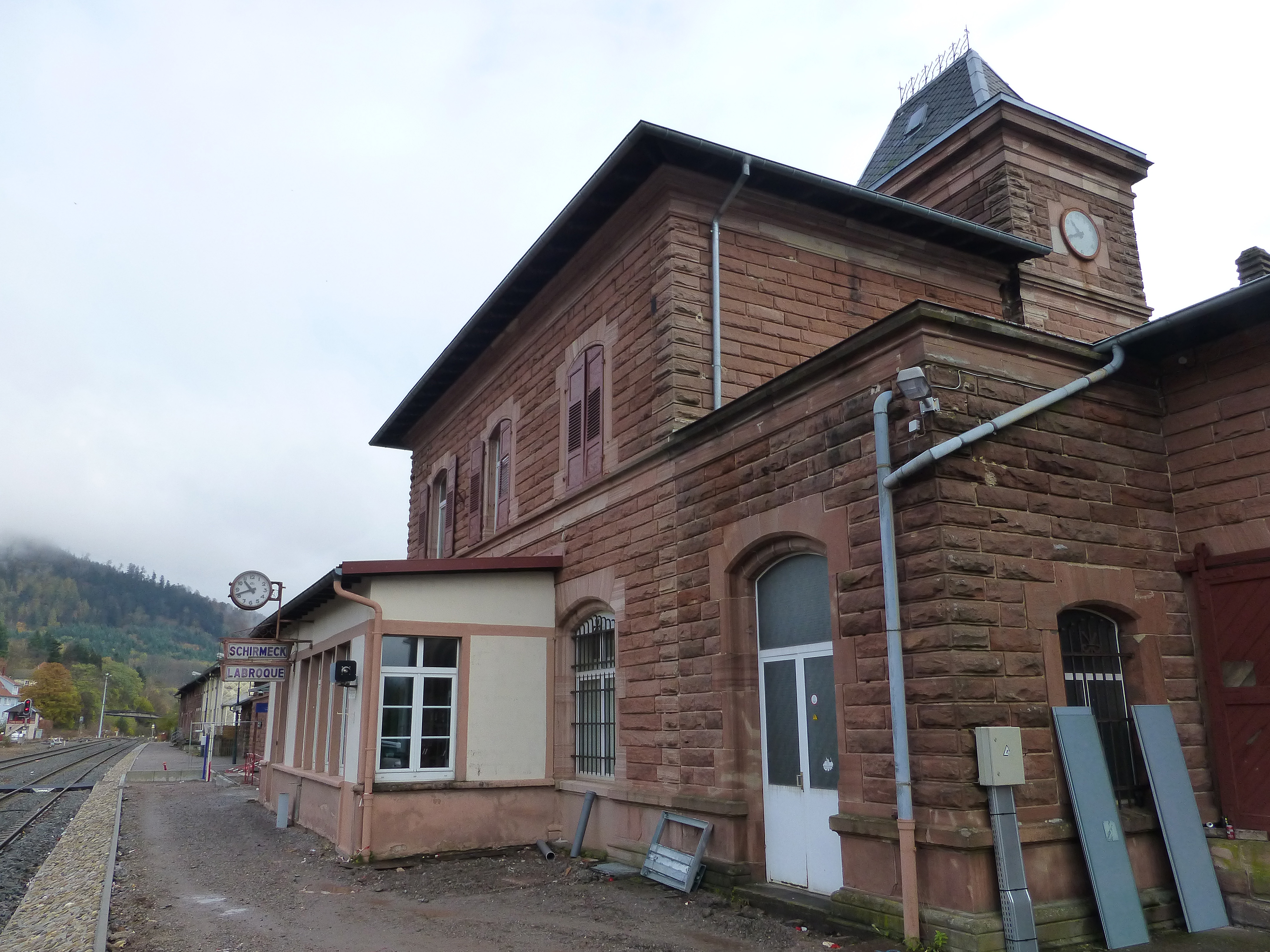
Côté voies.
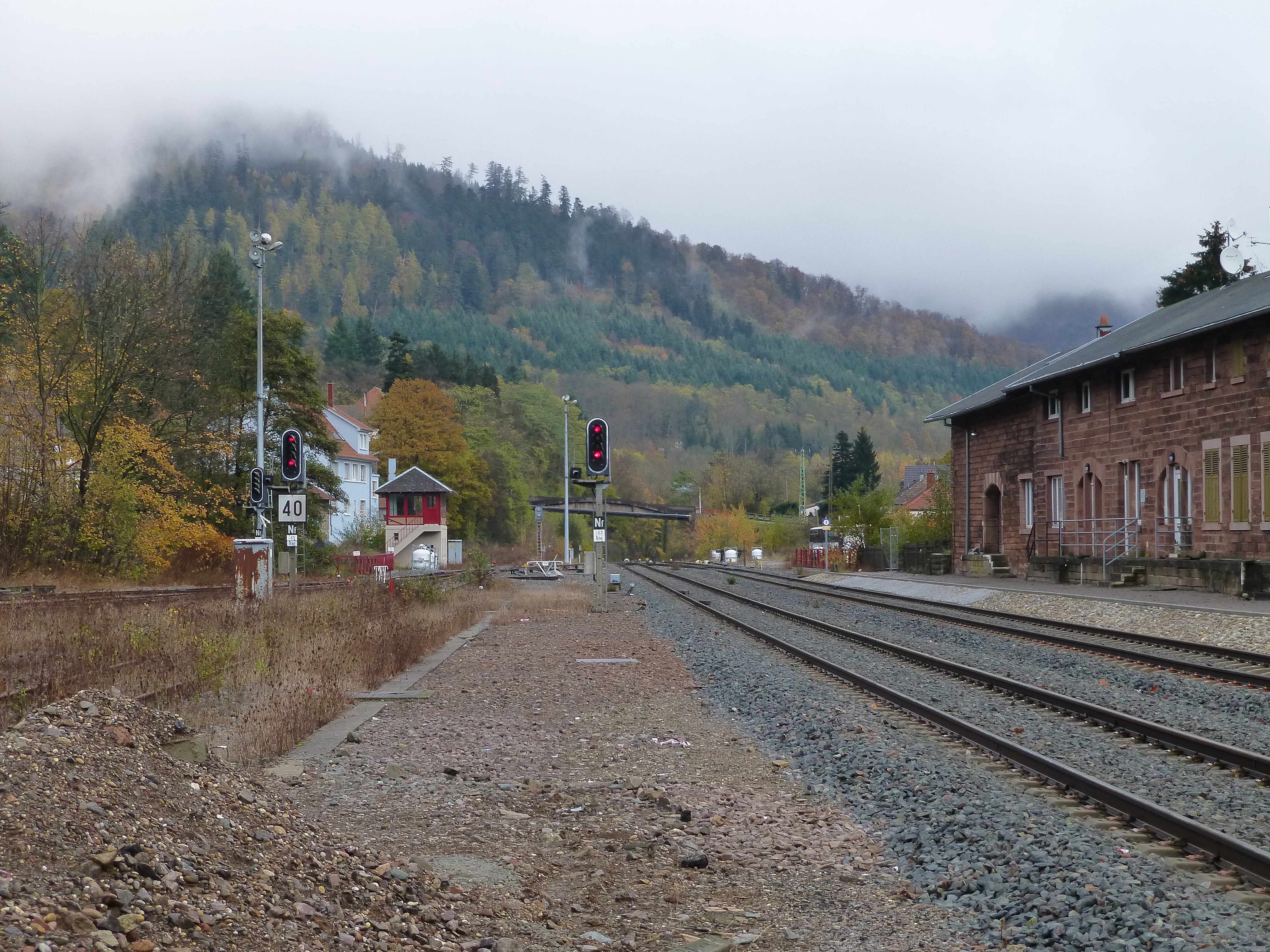
Aà droite, la halle à marchandises.